# Liste der Stolpersteine in Landgraaf
Die Liste der Stolpersteine in Landgraaf umfasst die Stolpersteine, die vom deutschen Künstler Gunter Demnig in Landgraaf verlegt wurden, einer Gemeinde in der niederländischen Provinz Limburg. Stolpersteine sind Opfern des Nationalsozialismus gewidmet, all jenen, die vom NS-Regime drangsaliert, deportiert, ermordet, in die Emigration oder in den Suizid getrieben wurden. Demnig verlegt für jedes Opfer einen eigenen Stein, im Regelfall vor dem letzten selbst gewählten Wohnsitz.
Die ersten Verlegungen in der Gemeinde fanden am 17. Juni 2017 statt.

## Liste der Stolpersteine

### Nieuwenhagen
In Nieuwenhagen wurden bislang drei Stolpersteine an einer Adresse verlegt.
| Stolperstein | Übersetzung                                                                           | Verlegort  | Name, Leben |
| ------------ | ------------------------------------------------------------------------------------- | ---------- | --- |
|              | HIER WOHNTE BEREK KNIEBERG GEB. 1893 DEPORTIERT 25.5.1943 ERMORDET 28.5.1943 SOBIBOR  | Hereweg 99 | Berek Knieberg wurde am 25. August 1893 in Warschau geboren. Er war Kaufmann und verheiratet mit Chana Ruchla Kniberg-Polawski. Das Paar hatte drei Kinder, Siegmund (geboren 1923), Clara (geboren 1927) und Leo (geboren 1931). Die Familie lebte in Deutschland, nach der Machtergreifung der Nationalsozialisten flüchtete Knieberg mit seiner Familie in die Niederlande. In Nieuwenhagen ließ sich die Familie nieder, Berek Knieberg hatte einen Stoffhandel. Am 9. April 1943 wurde er zusammen mit seiner Frau und seinen Söhnen von Maastricht in das KZ Herzogenbusch deportiert. Am 24. Mai 1943 wurden alle vier in das Durchgangslager Westerbork deportiert und am nächsten Tag in das Vernichtungslager Sobibor. Berek Knieberg, seine Frau und sein jüngster Sohn Leo wurden dort am Tag der Ankunft des Deportationszuges, dem 28. Mai 1943, in einer Gaskammer ermordet. Seine Tochter Clara war mit Hilfe des Hausarztes in einem Krankenhaus eingeliefert worden, wurde deshalb nicht verhaftet und mit ihrer Familie deportiert. Nach ihrer Entlassung versteckte sie sich in Spekholzerheide, wurde dort von den Nazis aufgespürt und nach Auschwitz deportiert. Sie überlebte. Sein Sohn Siegmund wurde als arbeitsfähig für die Zwangsarbeit im Lager eingesetzt und überlebte ebenfalls. Nach dem Ende des Krieges eröffneten die beiden überlebenden Geschwister ein Stoffgeschäft in Heerlen. Clara Knieberg lernte ihren zukünftigen Ehemann, einen österreichischen Juden, kennen und alle drei wanderten in die USA aus. Im Jahr 1990 kam Clara Knieberg zusammen mit ihrem Ehemann nach Landgraaf zur Einweihung eines Denkmals für Familie Knieberg, auch ein Lebensbaum wurde gepflanzt, des Weiteren erinnert auch die Knieberglaan an das Schicksal der Familie. |
|              | HIER WOHNTE CHANNA KNIEBERG GEB. 1895 DEPORTIERT 25.5.1943 ERMORDET 28.5.1943 SOBIBOR | Hereweg 99 | Chana Knieberg, geborene Polawski, wurde am 8. Juni 1895 in Kałuszyn, damals Kongresspolen, geboren. Sie heiratete den aus Warschau stammenden Kaufmann Berek Knieberg. Das Paar bekam drei Kinder, Siegmund (geboren 1923), Clara (geboren 1927) und Leo (geboren 1931). Die Familie lebte in Deutschland, nach der Machtergreifung der Nationalsozialisten flüchteten sie in die Niederlande. In Nieuwenhagen ließ sich die Familie nieder. Ihr Ehemann führte hier einen Stoffhandel. Am 9. April 1943 wurde Chana Knieberg zusammen mit ihrem Mann und beiden Söhnen von Maastricht in das KZ Herzogenbusch deportiert. Einzig ihrer Tochter blieb das Schicksal erspart, dank eines Arztes, war sie im Krankenhaus untergebracht und entging so der Deportation. Am 24. Mai 1943 wurden alle vier in das Durchgangslager Westerbork deportiert und am nächsten Tag in das Vernichtungslager Sobibor. Ihr älterer Sohn Siegmund wurde für die Zwangsarbeit selektiert. Chana Knieberg, ihr Mann und ihr jüngster Sohn Leo wurden am Tag der Ankunft des Deportationszuges, dem 28. Mai 1943, in einer Gaskammer ermordet. Auch Clara Knieberg wurde schließlich verhaftet und deportiert, nach Auschwitz. Sie und ihr Bruder Siegmund konnten überleben und wanderten später in die USA aus. |
|              | HIER WOHNTE LEO KNIEBERG GEB. 1931 DEPORTIERT 25.5.1943 ERMORDET 28.5.1943 SOBIBOR    | Hereweg 99 | Leo Knieberg wurde am 20. Oktober 1931 in Duisburg geboren. Seine Eltern, die aus Polen stammten, waren der Kaufmann Berek Knieberg und dessen Frau Chana, geborene Polawski. Er hatte zwei ältere Geschwister, Siegmund (geboren 1923) und Clara (geboren 1927). Die Familie flüchtete nach der Machtergreifung der Nationalsozialisten in die Niederlande und ließ sich in Nieuwenhagen nieder, wo sein Vater einen Stoffhandel hatte. Am 9. April 1943 wurde Leo Knieberg zusammen mit seinen Eltern und seinem Bruder von Maastricht aus in das KZ Herzogenbusch deportiert. Seine Schwester war in einem Krankenhaus untergebracht worden und entging so der Verhaftung. Am 24. Mai 1943 wurden alle vier in das Durchgangslager Westerbork deportiert und am nächsten Tag in das Vernichtungslager Sobibor. Leo Knieberg und seine Eltern wurden am Tag der Ankunft des Deportationszuges, dem 28. Mai 1943, in einer Gaskammer ermordet. Sein Bruder wurde zur Zwangsarbeit eingeteilt und überlebte das KZ, seine Schwester wurde nach Auschwitz deportiert, überlebte ebenfalls. Beide gingen später in die USA. |

### Ubach over Worms
In Ubach over Worms wurden bislang drei Stolpersteine im Dorf Rimburg an einer Adresse verlegt.
| Stolperstein | Übersetzung                                                                                    | Verlegort            | Name, Leben |
| ------------ | ---------------------------------------------------------------------------------------------- | -------------------- | --- |
|              | HIER WOHNTE JULIANNE SCHOEMANN-ISRAEL GEB. 1887 DEPORTIERT 25.8.1942 ERMORDET 7.5.1943 SOBIBOR | Broekhuizenstraat 43 | Julianne Schoemann-Israel, geborene Israel, wurde am 2. September 1887 in Trier geboren. Sie hatte eine Schwester, Bertha. Julianne Israel heiratete am 4. März 1909 Sally Schoemann. Das Paar lebte in der Nähe von Trier und hatte zwei Kinder, Walter (geboren 1909) und Gerhard. Gerhard starb bereits früh, mit sieben Jahren im Jahr 1927. Im Jahr 1938 flüchtete sie mit ihrem Mann zu ihrem bereits seit 1936 dort lebenden Sohn nach Ubach over Worms, ihre Schwester und deren Mann Siegmund Nathan kamen mit. Am 24. August 1942 erhielt die Familie brieflich die Mitteilung, dass sie sich am nächsten Tag in Maastricht in der Schule in der Prof. P. Willemsstraat einzufinden hätten. Am 26. August 1942 wurden sie in das Lager Westerbork deportiert. Sie hätten am nächsten Tag mit einem Transport in ein Lager nach Deutschland deportiert werden sollen, doch ein ebenfalls aus Trier stammendes Mitglied des Judenrates stellte die Familie zurück. Julianne Schoemann und ihr Mann wurden am 4. Mai 1943 in das Vernichtungslager Sobibor überstellt und dort am Tag der Ankunft des Deportationszuges, dem 7. Mai 1943, ermordet. Ihr Sohn Walter wurde im Mai 1943 ebenfalls nach Sobibor deportiert und ermordet. Ihre Schwester und ihr Schwager wurden im November 1942 ebenfalls festgenommen und nach Westerbork deportiert und wenige Tage später in das Vernichtungslager Auschwitz überstellt und ermordet. |
|              | HIER WOHNTE SALLY SCHOEMANN GEB. 1884 DEPORTIERT 25.8.1942 ERMORDET 7.5.1943 SOBIBOR           | Broekhuizenstraat 43 | Sally Schoemann wurde am 15. Januar 184 in Kröv geboren. Er wurde Vieh- und Weinhändler mit einem eigenen Geschäft in Traben-Trarbach. Im Jahr 1909 heiratete er Julianne Israel, das Paar bekam zwei Kinder, Walter (geboren 1909) und Gerhard. Der jüngere Sohn Gerhard starb mit sieben Jahren im Jahr 1927. Das Geschäft wuchs, es gab einen eigenen Anbau und Schoemann exportierte in die Niederlande. 1936 verließ sein Sohn Deutschland und ging nach Ubach over Worms, 2 Jahre später folgten Sally Schoemann und seine Frau sowie seine Schwägerin und deren Mann seinem Sohn Walter nach. Dort lebten er und seine Frau vom Ersparten. Am 24. August 1942 erhielt die Familie brieflich die Mitteilung, dass sie sich am nächsten Tag in Maastricht in der Schule in der Prof. P. Willemsstraat einzufinden hätten. Am 26. August 1942 wurde sie in das Lager Westerbork deportiert. Bereits am nächsten Tag hätte die Familie in ein Lager nach Deutschland deportiert werden sollen, doch rettete sie ein ebenfalls aus Trier stammendes Mitglied des Judenrates. Die endgültige Deportation von Sally Schoemann und seiner Frau erfolgte am 4. Mai 1943 in das Vernichtungslager Sobibor, wo sie am Tag der Ankunft des Deportationszuges, dem 7. Mai 1943, ermordet wurden. Sein Sohn Walter wurde im Mai 1943 ebenfalls nach Sobibor deportiert und ermordet.                                                                 |
|              | HIER WOHNTE WALTER SCHOEMANN GEB. 1909 DEPORTIERT 25.8.1942 ERMORDET 21.5.1943 SOBIBOR         | Broekhuizenstraat 43 | Walter Schoemann wurde am 27. Dezember 1909 in Traben-Trarbach geboren. Seine Eltern waren der Vieh- und Weinhändler Sally Schoemann und Julianne, geborene Israel. Er hatte einen jüngeren Bruder, Gerhard, der im Jahr 1937 mit sieben Jahren starb. Walter Schoemann absolvierte das Gymnasium und lernte im väterlichen Betrieb. Im Jahr 1935 möchte er in Simpelveld einen eigenen Weinhandel aufbauen zusammen mit einem Freund, im Februar 1936 kam der abschlägige Bescheid der Stadt. Schoemann ging nach Ubach over Worms. Seine Eltern sowie Tante Bertha Nathan-Israel und deren Mann folgten 1938 nach. Walter Schoemann fand Arbeit in einer Tischlerei. Am 25. August 1942 musste sich die Familie Schoemann in Maastricht melden, am 26. August wurden alle drei in das Lager Westerbork deportiert. Die sofortige Überstellung verhindert ein Mitglied des Judenrates, das aus Trier stammte und die Familie zurückstellte. Seine Elten wurden im Mai 1943 in das Vernichtungslager Sobibor deportiert und ermordet. Walter Schoemann wurde zwei Wochen später, am 18. Mai 1943, ebenfalls nach Sobibor überstellt und sofort nach der Ankunft des Deportationszuges, am 21. Mai 1943, ermordet. Seine Tante Bertha Mathan-Israel und deren Mann wurden 1942 in Auschwitz ermordet. |

## Verlegedatum
Die Verlegungen erfolgten am 17. Juni 2017 durch den Künstler Gunter Demnig persönlich.